# Río Tomebamba
El Río Tomebamba es un río de Ecuador. Corre a lo largo de la ciudad de Cuenca y es el más importante de los cuatro ríos que la atraviesan.
El nombre de Tomebamba viene del Kichwa Tumipamba, donde pamba significa campo y Tumi es un árbol del cual se saca el Tumi, que es un arma para matar en forma de T.
El río nace en el Parque nacional Cajas, en el sector denominado "Tres Cruces", y bordea el Centro Histórico de Cuenca. En este sector, se estima que hay 120 edificios en el recorrido del río Tomebamba y todos son bienes protegidos.
Cuando el río se junta con el río Machángara, forma el río Cuenca el cual es afluente del río Paute. El agua del Tomebamba luego de pasar por otros ríos llega hasta el río Amazonas y luego al océano Atlántico. El principal afluente del Tomebamba, es el río Yanuncay. 